# 津野倫明
津野 倫明（つの ともあき、1968年 - ）は、日本の歴史学者、高知大学教授。

## 来歴
高知県生まれ。1991年北海道大学文学部史学科卒業。98年同大学院文学研究科博士後期課程修了、「近世初期日本政治史の研究」で文学博士。2001年高知大学人文学部助教授、2007年教授。 

## 著書
- 『長宗我部氏の研究』吉川弘文館 2012
- 『長宗我部元親と四国（人をあるく）』吉川弘文館、2014

## 参考
- ISBN　978-4-642-02907-0
- 高知大学